# Коньковсько
45°35′ пн. ш. 15°34′ сх. д. / 45.58° пн. ш. 15.56° сх. д.
Коньковсько (хорв. Konjkovsko) — населений пункт у Хорватії, у Карловацькій жупанії у складі міста Карловаць.

## Населення
Населення за даними перепису 2011 року становило 6 осіб.
Динаміка чисельності населення поселення: